# Mfumte (langue)
Pour les articles homonymes, voir Mfumte.
Le mfumte (ou nfumte) est une langue bantoïde méridionale des Grassfields du groupe Nkambe parlée dans le Nord-Ouest du Cameroun, le département du Donga-Mantung, l'arrondissement de Nwa, le canton de Mfumte, au nord de Nwa et à l'est de Nkambé, dans 16 villages, dont Lus, Kom, Mballa, Bang, Koffa, Jui, Mbat, Manang, Mbibji et Mbah au Cameroun et 2 villages au Nigeria dans l'État de Taraba. Elle est proche du ndaktup.
En 1982, on dénombrait environ 24 700 locuteurs.

## Écriture
| a | b  | ch | d | dz | e | ə | f | g | gb | gh | h  | ’ | i | ɨ | j | k  | kp | l | m  |
| n | ny | ŋ  | o | ɔ  | ø | p | r | s | sh | t  | ts | u | ʉ | v | w | wy | y  | z | zh |

Les tons sont indiqués à l’aide de signes diacritiques sur les lettres de voyelles :
- le ton bas avec l’accent grave ;
- le ton moyen sans signe diacritique ;
- le ton haut avec l’accent aigu ;
- le ton descendant l’accent circonflexe ;
- le ton montant avec le caron.